# Comté de Scotland (Caroline du Nord)
Pour les articles homonymes, voir Comté de Scotland.
Le comté de Scotland est un comté situé dans l'État de Caroline du Nord aux États-Unis.

## Démographie
| 1900   | 1910   | 1920   | 1930   | 1940   | 1950   |
| ------ | ------ | ------ | ------ | ------ | ------ |
| 12 553 | 15 363 | 15 600 | 20 174 | 23 232 | 26 336 |

| 1960   | 1970   | 1980   | 1990   | 2000   | 2010   |
| ------ | ------ | ------ | ------ | ------ | ------ |
| 25 183 | 26 929 | 32 273 | 33 754 | 35 998 | 36 157 |